# Pla de gestió de dades
Un pla de gestió de dades, conegut per les seves sigles en anglès DMP (data management plan) és un document formal que descriu com s'han de gestionar les dades tant durant un projecte de recerca com després de finalitzar-lo. L'objectiu d'un pla de gestió de dades és considerar els diferents aspectes de la gestió de dades, com són la generació de metadades, la preservació de dades i l'anàlisi abans de començar el projecte. Això pot conduir a que les dades estiguin ben gestionades en el present i preparades per a la seva conservació en el futur.
Els plans de gestió de dades o DMP es van començar a fer servir el 1966 per gestionar la recollida i l'anàlisi de dades de projectes aeronàutics i d'enginyeria, i es van expandir a d'altres disciplines científiques i d'enginyeria als anys setanta i vuitanta. Fins a principis de la dècada del 2000, els DMP s'utilitzaven "per a projectes de gran complexitat tècnica i amb finalitats limitades de recollida i processament de dades". A la dècada de 2000 i posteriors, la recerca electrònica i les polítiques econòmiques van impulsar el desenvolupament i l'adopció generalitzada de DMP.
Cada vegada més entitats finançadores com l'H2020 i Horizon Europe i el Plan Estatal requereixen als investigadors elaborar un DMP.

## Importància
La creació d'un pla de gestió de dades abans de recopilar-se és una eina que permet garantir que les dades estiguin en el format correcte, s'organitzin bé i estiguin millor documentades. Aquest fet pot estalviar temps a llarg termini perquè no cal reorganitzar, reformatar o intentar recordar detalls sobre les dades. També s'afirma que augmenta l'eficiència de la recerca, ja que tant el col·lector de dades com altres investigadors poden entendre i utilitzar dades ben anotades en el futur. Un component d'un pla de gestió de dades és l'arxiu i la conservació de dades. En decidir un arxiu amb antelació, el recopilador de dades pot formatar les dades durant la recollida, per facilitar la seva futura conservació en una base de dades. Si es conserven les dades, són més rellevants, ja que poden ser reutilitzades per altres investigadors. També permet al recollidor de dades dirigir les sol·licituds de dades a la base de dades, en lloc de dirigir les sol·licituds individualment. Un argument freqüent a favor de la preservació és que les dades que es conserven tenen el potencial de conduir a nous descobriments inesperats i eviten la duplicació d'estudis científics que ja s'han realitzat. L'arxiu de dades també ofereix una assegurança contra la pèrdua per part del recollidor de dades.
Durant la dècada de 2010, les agències i organismes que ofereixen finançament i suport a la recerca van requerir cada cop més plans de gestió de dades com una part del procés de proposta i avaluació de la recerca.

## Components
No hi ha una llista general i definitiva de temes que s'hagin de tractar en un DMP per a un projecte de recerca, pel que sovint es creen segons el criteri dels propis investigadors o de les institucions finançadores. Dit això, hi ha diverses característiques que són freqüents en els sistemes de gestió de dades de recerca:

### Informació sobre dades i format de dades
- Una descripció de les dades que ha de produir el projecte. Això pot incloure (però no es limita a) dades que són:
  - Experimentals
  - Observacional
  - En brut o derivades
  - Col·leccions físiques
  - Models
  - Simulacions
  - Materials curriculars
  - Programari
  - Imatges
- Com s'adquiriran les dades? Quan i on s'adquiriran?
- Després de la recollida, com es tractaran les dades? Incloeu informació sobre
  - Programari utilitzat
  - Algorismes
  - workflows científics
- Formats de fitxer que s'utilitzaran, justifiqueu aquests formats i descriu les convencions de denominació utilitzades.[10]
- Mesures de garantia i control de qualitat que es prendran durant la recollida, l'anàlisi i el processament de mostres.
- Si s'utilitzen dades existents, quins són els seus orígens? Com es combinaran les dades recollides amb les dades existents? Quina relació hi ha entre les dades recollides i les dades existents?
- Com es gestionaran les dades a curt termini? Tingueu en compte el següent:
  - Control de versions per a fitxers[11]
  - Còpia de seguretat de dades i productes de dades
  - Seguretat i protecció de dades i productes de dades
  - Qui serà el responsable de la gestió

### Contingut i format de metadades
Les Metadades són els detalls contextuals, inclosos qualsevol informació important per utilitzar les dades. Això pot incloure descripcions de detalls temporals i espacials, instruments, paràmetres, unitats, fitxers, etc. Les metadades s'anomenen habitualment "dades sobre dades". Entre els temes que s'han de tenir en compte inclouen:
- Com de detallades han de ser les metadades per tal que les dades siguin significatives?
- Com es crearan i/o capturaran les metadades? Alguns exemples inclouen quaderns de laboratori, unitats de mà, GPS, fitxers desats automàticament als instruments, etc.
- Quin format s'utilitzarà per a les metadades? Quins són els estàndards de metadades que s'utilitzen habitualment en la disciplina científica corresponent? Hi ha d'haver justificat el format escollit.

### Polítiques d'accés, compartició i reutilització
- Descriu les obligacions que existeixen per compartir les dades recollides. Aquests poden incloure obligacions de les agències de finançament, institucions, altres organitzacions professionals i/o requisits legals.
- Incloure o no informació sobre com es compartiran les dades, inclòs quan es podran accedir a les dades, quant de temps estaran disponibles, com es pot obtenir l'accés i qualsevol dret que el recollidor de dades es reserva per utilitzar les dades.
- Abordar qualsevol problema ètic o de privadesa amb l'intercanvi de dades
- Abordar els temes de propietat intel·lectual i dret d'autor. Qui és el propietari dels drets d'autor? Quines són les polítiques institucionals, d'editors i/o d'agències de finançament associades a la propietat intel·lectual? Hi ha embargaments per motius polítics, comercials o de patents?
- Descriure els usos/usuaris futurs previstos per a les dades
- Indicar com les dades han de ser citades pels altres. Com s'abordarà el tema de la citació persistent? Per exemple, si les dades es dipositaran en un arxiu públic, el conjunt de dades tindrà un identificador d'objecte digital (DOI) assignat?

### Emmagatzematge a llarg termini i gestió de dades
- Els investigadors haurien d'identificar un arxiu adequat per a la preservació a llarg termini de les seves dades. En identificar l'arxiu al principi del projecte, les dades es poden formatar, transformar i documentar adequadament per complir els requisits de l'arxiu. Els investigadors haurien de consultar els col·legues i les societats professionals de la seva disciplina per determinar la base de dades més adequada i incloure un arxiu de còpia de seguretat en el seu pla de gestió de dades en cas que la seva primera opció deixi d'existir.
- Al principi del projecte, l'investigador principal hauria d'identificar quines dades es conservaran en un arxiu. Normalment, és desitjable conservar les dades en la seva forma més bruta, tot i que també es poden conservar els derivats de les dades i els productes.
- S'ha d'identificar una persona com a persona de contacte principal per a les dades arxivades i assegurar-se que la informació de contacte es manté sempre actualitzada en cas que hi hagi sol·licituds de dades o informació sobre dades.

### Pressupost
Els costos de gestió i conservació de dades poden ser considerables, depenent de la naturalesa del projecte. En preveure els costos amb antelació, els investigadors asseguren que les dades es gestionaran i arxivaran correctament. Les possibles despeses que s'han de tenir en compte són
- Temps del personal per a la preparació, gestió, documentació i conservació de les dades
- Maquinari i/o programari necessari per a la gestió de dades, còpies de seguretat, seguretat, documentació i preservació
- Costos associats a l'enviament de les dades a un arxiu

El pla de gestió de dades ha d'incloure com es pagaran aquests costos.

## Beneficis
Hi ha tres temes principals identificats a la literatura en termes de beneficis dels DMP: beneficis professionals, beneficis econòmics i beneficis institucionals. S'ha argumentat que els DMP poden constituir un catalitzador perquè els investigadors millorin les seves pràctiques d'alfabetització i gestió de dades, sovint amb l'ajuda de la biblioteca científica.

## A Catalunya
A Catalunya la comunitat científica disposa de l'eina gratuïta CORA.eiNa DMP (Pla de Gestió de Dades de Recerca), que incorpora plantilles adaptades als requisits de cada entitat finançadora (H2020, ERC, Plan Estatal) i del tipus de recerca a realitzar. L’eina permet generar i exportar un DMP i disposa d'un manual d'ajuda i d'una guia d'usuari que acompanya la persona investigadora durant tot el projecte de recerca